# Cathédrale de Chester
La cathédrale de Chester est le siège du diocèse de Chester. Elle est située dans la ville de Chester, dans le Cheshire, en Angleterre. La cathédrale, anciennement église abbatiale Ste Werburgh, d'un monastère bénédictin, est dédiée au Christ et à la Vierge Marie. Depuis 1541, elle est le centre du culte, de l'administration, des cérémonies et de la musique de la ville et du diocèse.
La cathédrale est un bâtiment classé Grade I. Elle est typique des cathédrales anglaises qui ont été plusieurs fois modifiées depuis le XIe siècle, bien que le site lui-même puisse avoir été utilisé pour le culte chrétien depuis l'époque romaine. Tous les grands styles de l'architecture médiévale, normande et gothique anglais notamment, sont représentés dans le bâtiment actuel.
Les bâtiments monastiques ont été largement restaurés au cours du XIXe siècle avec une certaine controverse, et une tour sans cloche fut ajoutée au XXe siècle. Les bâtiments constituent une attraction touristique majeure à Chester, une ville d'importance historique, culturelle et architecturale. En plus de ses services pour le culte chrétien de rite anglican, la cathédrale est utilisée comme lieu de concerts et d'expositions.

## Source
- (en) Cet article est partiellement ou en totalité issu de l’article de Wikipédia en anglais intitulé « Chester Cathedral » (voir la liste des auteurs).